# Wyszczetarasiwka
Wyszczetarasiwka (ukr. Вищетарасівка) – wieś na Ukrainie, w obwodzie dniepropetrowskim, w rejonie nikopolskim, w hromadzie Myrowe. W 2001 liczyła 3819 mieszkańców, spośród których 3535 wskazało jako ojczysty język ukraiński, 258 rosyjski, 1 mołdawski, 1 bułgarski, 19 białoruski, 1 gagauski, a 4 inny.